# Yellowstone National Park
Yellowstone National Park er USA's første nationalpark, idet den blev oprettet i 1872. Allerede i 1864 blev der dog vedtaget en lov, ifølge hvilken der blev oprettet en californisk statspark i Yosemite-området. I 1890 blev denne overtaget af Forbundsregeringen som en nationalpark. 
94% af Yellowstoneparken ligger i det nordvestlige hjørne af staten Wyoming og resten i Idaho og Montana. Der er fem indgange til parken, tre fra delstaten Montana og to fra Wyoming. Ved den sydlige indgang er der forbindelse til og fra en anden nationalpark, Grand Teton National Park.
Yellowstone National Park er verdens første nationalpark og har et areal på 8.980 km². Den har sit navn efter Yellowstone River, der løber gennem nationalparken. Parken har et rigt dyre- og planteliv, bl.a. med bisonokser, ulve, prærieulve, elge, bjørne, kronhjorte, antiloper og mange flere. Dyrene færdes ofte på vejene, da de ikke er bange for mennesker. Men det er vigtigt at holde sig på afstand af dem, da de kan være aggressive. Der er fundet ca 2.000 plantearter i parken, der dog overvejende er bevokset med nåletræer.

## Geografi
Yellowstone befinder sig på et plateau godt 2.000 meter over havet. Det mest karakteristiske og særprægede for parken er de geologiske forhold, idet det meste af området er domineret af vulkanske aktiviteter. Landskabet er formet efter et enormt vulkansk udbrud for 640.000 år siden, som resulterede i dannelsen af en såkaldt caldera. Det ligger derfor oven på et stort magmakammer, ca 9 km nede i jorden. Næsten halvdelen af verdens gejsere findes i Yellowstone Nationalpark, herunder den trofaste Old Faithful, som har udbrud for hver 60 til 110 minutter. Fra andre kilder kommer der varmt slam op og danner små kogende slamsøer. I alt findes der 10.000 varme kilder i Yellowstone Nationalpark, heraf 3.000 geysere.

## Vandfald og floder
Der findes to canyons i nationalparken og flere flotte vandfald samt høje bjerge med gletsjere. Flere floder krydser Yellowstone Nationalpark. Den største er Yellowstonefloden, der løber mod nord via to vandfald, hvorefter den drejer mod øst og munder ud i Missouri-floden. På sin vej gennem nationalparken passerer den gennem Hayden Valley og forbi Yellowstone-søen, som er Nordamerikas højest beliggende sø. De to andre vigtige floder er Madison River og Gardner River. Også de løber mod nord og udmunder i Missouri-floden. Den sydlige del af nationalparken har imidlertid afstrømning via Snake River til Stillehavet. Parken omfatter således et vandskel.

## Turisme
Der findes et enkelt vejsystem i parken kaldet Grand Loop Road, som har form af et 8-tal. Herfra er der udstikkere til udsigtspunkter og specielle seværdigheder samt til de 5 adgangsveje. Ved indgangene til Yellowstone National Park er der opstået små byer med mange hoteller og moteller, hvor man kan overnatte og foretage dagture ind i området. Der findes også begrænsede muligheder for at overnatte på moteller og campingpladser visse steder indenfor parkens område. Teltning er dog forbundet med nogen fare, idet naturen har første prioritet. Der forekommer desværre stadigvæk dødsulykker med bjørne og bisonokser på grund af menneskers trang til at gå for tæt på.
I Yellowstone Nationalpark forekommer der hvert år jordrystelser og skovbrande. Man gør ikke noget forsøg på at slukke brandene, kun hindrer man dem i at komme for tæt på parkens bygninger. Skovbrande er et led i naturen og får derfor lov til at rase ud. Ny skov vokser relativt hurtigt op ved naturlig genvækst. I 1988 forekom der en særlig stor brand i Yellowstone Nationalpark, som omfattede store dele af området. Man kan derfor nu se de sorte stammer fra de afsvedne fyrretræer stikke op over en ung skov.

## Biosfærereservat
I 1976 anerkendte UNESCO nationalparken som et biosfærereservat.